# 타요의 씽씽극장
다음은 대한민국의 텔레비전 애니메이션 《타요의 씽씽극장》의 에피소드 목록이다.

## 타요의 씽씽극장
| 회차 | 부제(서브 타이틀)     | 본 방송일        |
| ---- | --------------------- | ---------------- |
| 01화 | 꼬마버스가 출발합니다 | 2012년 09월 07일 |
| 02화 | 용감하는 자동차들     | 2012년 09월 14일 |
| 03화 | 주룩주룩 참방참방     | 2012년 09월 21일 |
| 04화 | 천하장사 중장비       | 2012년 09월 28일 |
| 05화 | 뚝딱뚝딱 만능 정비사  | 2012년 10월 05일 |
| 06화 | 꿈나라로 쿨쿨쿨       | 2012년 10월 12일 |
| 07화 | 많이 많이 닮았네      | 2012년 10월 19일 |
| 08화 | 정다운 시골 여행      | 2012년 10월 26일 |
| 09화 | 반짝반짝 상쾌한 하루  | 2012년 11월 09일 |
| 10화 | 푸른 하늘 높이        | 2012년 11월 16일 |
| 11화 | 환상의 우주여행       | 2012년 11월 23일 |
| 12화 | 아침이 밝았어요       | 2012년 11월 30일 |
| 13화 | 참 고마워요           | 2015년 09월 04일 |
| 14화 | 붕차카붕              | 2015년 09월 11일 |
| 15화 | 즐거운 여행           | 2015년 09월 18일 |
| 16화 | 안녕 인사해요         | 2015년 09월 25일 |
| 17화 | 도시락 시간이에요     | 2015년 10월 09일 |
| 18화 | 칙칙폭폭 기차놀이     | 2015년 10월 16일 |
| 19화 | 차곡차곡 쏙쏙         | 2015년 10월 23일 |
| 20화 | 학교 가는 길          | 2015년 10월 30일 |
| 21화 | 쿵쾅쿵쾅 공사장       | 2015년 11월 06일 |
| 22화 | 겨울친구              | 2015년 11월 13일 |
| 23화 | 두근두근 사파리 모험  | 2015년 11월 20일 |
| 24화 | 축하축하 축하해요     | 2015년 11월 27일 |